# Яковин, Григорий Яковлевич
Григо́рий Я́ковлевич Яко́вин (настоящая фамилия Мительма́н; 1 декабря 1899, Кривачинцы, Подольская губерния — 1 марта 1938, Воркута) — советский историк-германист, активист и один из теоретиков троцкистского движения в СССР.

## Биография
В 1917 году окончил два курса Новороссийского университета в Одессе. В декабре 1918 года вступил в ВКП(б). В годы Гражданской войны — на партийной работе в Киеве, затем заместитель военкома бригады на фронте, секретарь уездного комитета партии на Донбассе, член политтройки по борьбе с махновцами. В 1924 году закончил историческое отделение Института красной профессуры и женился на сокурснице Анне Михайловне Панкратовой, впоследствии академике АН СССР. Вместе с женой провёл год в научной командировке в Германии и Франции, по возвращении опубликовал научные труды по истории революционного движения этих стран.
Во время работы в Ленинграде стал одной из ключевых фигур ленинградских троцкистов и их теоретиком, вёл нелегальную работу. Под кличкой «Арсентьев» стал одним из руководителей ленинградского троцкистского центра и членом Всесоюзного троцкистского центра. В ноябре 1927 года его жена, А. М. Панкратова, выступила с публичной критикой оппозиционной деятельности Яковина и попросила перевести её на работу в Москву. В следующем месяце его исключили из ВКП(б). Будучи без работы и на нелегальном положении, скитался по Москве, Ленинграду, Крыму, вплоть до ареста 11 октября 1928 года (с документами на имя И. Ф. Панина, листовками и сообщением о работе Комсомола в подполье).
7 декабря того же года решением Особого совещания при Коллегии ОГПУ выслан на 3 года в Ашхабад, 1 октября 1929 года осуждён на 3 года. В том же месяце его посетила жена с целью «вырвать его из плена троцкистских заблуждений», что закончилось неудачей. 14 мая 1932 года срок заключения был продлён на 2 года. Находясь в заключении в Южно-Уральском политизоляторе в Челябинске, был членом нелегального бюро, на допросах вёл себя дерзко. 7 августа 1934 года был направлен в ссылку в Сталинабад, работал экономистом в «Таджиксельпроме». Бежал из ссылки и, прибыв в Москву, связался с бывшей женой для встречи с дочерью (впоследствии историком и социологом Майей Григорьевной Панкратовой, 1925—1999). Жена (А. М. Панкратова) передала его письмо-просьбу в НКВД, что 4 февраля 1935 года привело к третьему аресту. Давать показания Яковин отказался. Проходил по совместному делу с В. Ф. Панкратовым, Х. М. Певзнером и А. Е. Думбадзе; все обвиняемые отказались признать свои взгляды ошибочными. Обвинён в руководстве подпольной кассой троцкистской ссылки и 4 апреля 1935 года приговорён к заключению в исправтрудлагерь сроком на пять лет, отправлен в Красноярск, а в августе 1936 года в Воркуту.
18 октября 1936 года с небольшой группой заключённых троцкистов Ухтпечлага инициировал коллективную голодовку протеста против условий содержания и лагерного режима. В голодовке, продолжавшейся до 13 февраля 1937 года, приняли участие 231 человек. В сентябре 1937 года арестован с группой организаторов голодовки (С. А. Геворкьян, М. Л. Шапиро, В. А. Донадзе, И. С. Краскин, Н. П. Горлов, Г. Н. Хотинский, Г. М. Вульфович и Д. С. Куриневский), содержался в изоляторе Кирпичного завода. 25 декабря в Ухте в составе группы из 9 человек приговорён к расстрелу. Расстрелян 1 марта на территории Кирпичного завода из пулемёта с группой из 172 осуждённых.
Григорий Яковин упоминается в качестве друга одного из персонажей книги Роберто Боланьо «2666» — Бориса Абрамовича Анского, с которым обсуждал вопросы филологии немецкого языка и идиша; персонаж основан на воспоминаниях о Григории Яковине Виктора Сержа.

## Семья
Зять — историк и социолог Юрик Вартанович Арутюнян (1929—2016). Правнук — журналист Дмитрий Великовский («Важные истории»).

## Публикации
- T. D. Ardashelya and G. Ya. Yakovin: Lettre à Trotsky sur l’Isolateur de Verkhnéouralsk (November 11, 1930), in: Cahiers Lion Trotsky, 1981 (718), p. 184—193 (переписка Г. Я. Яковина с Л. Д. Троцким, 1930).